# Rue Montaigne (Marseille)
Pour les articles homonymes, voir Rue Montaigne.
La rue Montaigne est une voie marseillaise située dans le 12e arrondissement de Marseille. 

## Situation et accès
Elle va de l'avenue de Saint-Barnabé à la place Caire. Il s'agit du cœur commercial du quartier de Saint-Barnabé.

## Origine du nom
Cette rue est nommée en hommage au philosophe Michel de Montaigne.

## Historique
La voie  qui s'appelait auparavant « Grand-Rue » est classée dans la voirie de Marseille le 9 juillet 1959.

## Bâtiments remarquables et lieux de mémoire

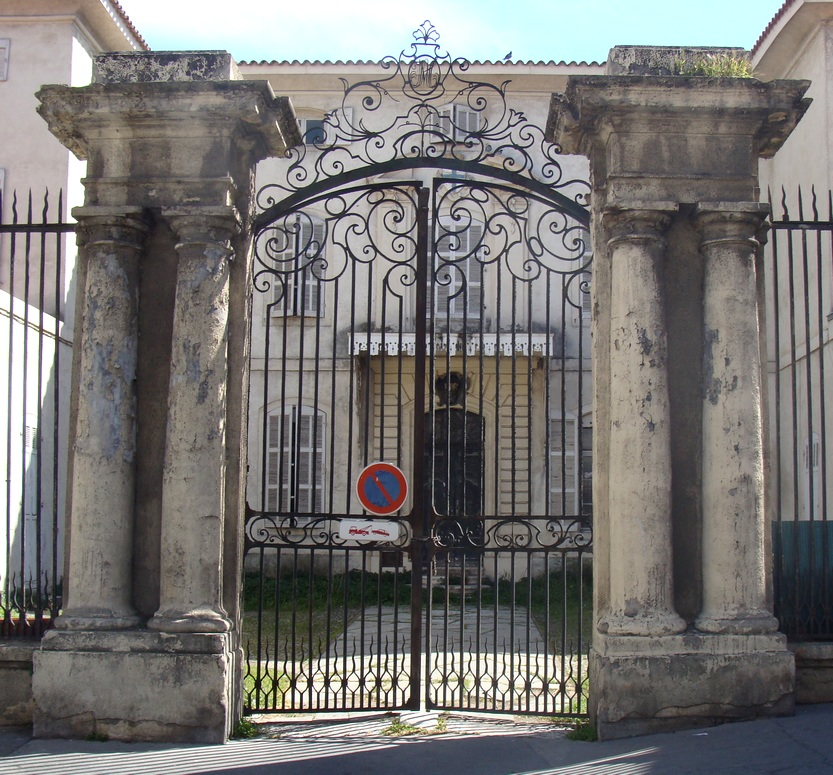
Le château de Saint-Barnabé, au 156-158 rue Montaigne.

- Au numéro 158 se trouve le Château de Saint-Barnabé construit par les Perrache au XVIIIe siècle et appartenant à la Ville de Marseille[1].
- Au numéro 95 se trouve l'entrée de la galerie commerciale de Saint-Barnabé Village.